# Leny Yoro
Pour les articles homonymes, voir Yoro.
Leny Yoro, né le 13 novembre 2005 à Saint-Maurice en France, est un footballeur français. Il joue au poste de défenseur central à Manchester United.

## Biographie

### Carrière en club
Né à Saint-Maurice, dans le Val-de-Marne, en France, Leny Yoro commence le football à l'UJA Alfortville où il joue jusqu'à fin 2013. Par la suite, il passe quelques mois dans le sud de la France et intègre le FC Le Lavandou Bormes (janvier à juin 2014), avant de poursuivre son apprentissage à Villeneuve-d'Ascq. En 2017, il est repéré par le LOSC Lille, où il signe et termine sa formation.
Yoro signe son premier contrat professionnel le 10 janvier 2022. Il joue son premier match en professionnel le 14 mai 2022, lors d'une rencontre de Ligue 1 face à l'OGC Nice. Il entre en jeu lors de cette rencontre remportée par son équipe sur le score de trois buts à un. Cette première apparition, à seize ans, six mois et un jour fait de lui le deuxième plus jeune joueur de l'histoire du LOSC à faire ses débuts en professionnel, après Joël Henry mais dépassant Eden Hazard dans ce classement,. Leny a un petit frère prénommé Romeo, né en 2009, très prometteur au football, qui évolue à l'Olympique Marcquois. Il possède également deux autres frères, Eden (né en 2011) et Esteban (né en 2013) qui évoluent chez les jeunes au LOSC.
Lors de la saison suivante, il devient un membre permanent du groupe professionnel, se voyant attribuer le numéro 15 et s'entraînant quotidiennement avec l'équipe première. Le 17 septembre 2022, Yoro connait sa première titularisation en professionnel, lors d'une rencontre de championnat face au Toulouse FC. Associé à José Fonte en défense centrale, il participe à la victoire de son équipe par deux buts à un et devient le plus jeune joueur de Lille à être titulaire depuis Oumar Dieng en 1989.
Le 18 juillet 2024, Leny Yoro quitte son club formateur le LOSC Lille, pour rejoindre le club anglais de Manchester United avec un contrat de cinq ans et un transfert estimé à 62 millions d'euros hors bonus,.

### En sélection
Leny Yoro représente l'équipe de France des moins de 17 ans. Il joue son premier match avec cette sélection le 21 août 2021 contre l'Espagne. Il est titularisé ce jour-là et son équipe s'incline par six buts à zéro.
En 2022, il est sélectionné avec les moins de 18 ans pour le Tournoi international de Limoges et ne joue également qu'un match, lors d'une victoire contre l'Estonie le 21 septembre durant laquelle il est titulaire (3-0 score final).
Le 16 mars 2023 Yoro est convoqué pour la première fois avec les moins de 19 ans par le sélectionneur Lionel Rouxel,.
Il participe au tournoi Maurice Revello avec l'équipe de France espoirs en juin 2023.
Le 3 septembre 2023, Yoro est appelé pour la première fois avec l'équipe de France espoirs par le sélectionneur Thierry Henry. Il remplace notamment Tanguy Kouassi, initialement dans la liste,. Il joue son premier match avec les bleuets lors de ce rassemblement, le 7 septembre 2023 contre le Danemark. Il entre en jeu à la place de Chrislain Matsima et les jeunes français l'emportent (4-1 score final)
Le 3 juin 2024, Thierry Henry le sélectionne dans une pré-liste de 25 joueurs afin de disputer les Jeux olympiques 2024 à Paris.

## Statistiques
| Saison                | Club                  | Championnat           | Championnat | Championnat | Championnat | Coupe(s) nationale(s) | Coupe(s) nationale(s) | Coupe(s) nationale(s) | Compétition(s) continentale(s) | Compétition(s) continentale(s) | Compétition(s) continentale(s) | Compétition(s) continentale(s) | Total | Total | Total |
| Saison                | Club                  | Division              | M.          | B.          | P.d.        | M.                    | B.                    | P.d.                  | Comp.                          | M.                             | B.                             | P.d.                           | M.    | B.    | P.d.  |
| 2021-2022             | LOSC Lille            | Ligue 1               | 1           | 0           | 0           | -                     | -                     | -                     | C1                             | -                              | -                              | -                              | 1     | 0     | 0     |
| 2022-2023             | LOSC Lille            | Ligue 1               | 13          | 0           | 0           | 2                     | 0                     | 1                     | -                              | -                              | -                              | -                              | 15    | 0     | 1     |
| 2023-2024             | LOSC Lille            | Ligue 1               | 32          | 2           | 0           | 3                     | 0                     | 0                     | C4                             | 9                              | 1                              | 0                              | 44    | 3     | 0     |
| Sous-total            | Sous-total            | Sous-total            | 46          | 2           | 0           | 5                     | 0                     | 1                     | -                              | 9                              | 1                              | 0                              | 60    | 3     | 1     |
| 2024-2025             | Manchester United     | Premier League        | 21          | 0           | 0           | 4                     | 0                     | 0                     | C3                             | 8                              | 1                              | 1                              | 33    | 1     | 1     |
| 2025-2026             | Manchester United     | Premier League        | 1           | 0           | 0           | -                     | -                     | -                     | -                              | -                              | -                              | -                              | 1     | 0     | 0     |
| Sous-total            | Sous-total            | Sous-total            | 22          | 0           | 0           | 4                     | 0                     | 0                     | -                              | 8                              | 1                              | 1                              | 34    | 1     | 1     |
| Total sur la carrière | Total sur la carrière | Total sur la carrière | 68          | 2           | 0           | 9                     | 0                     | 1                     | -                              | 17                             | 2                              | 1                              | 94    | 4     | 2     |

## Palmarès
| Manchester United (0)                    |
| ---------------------------------------- |
| - Ligue Europa (0) : - Finaliste en 2025 |

## Distinctions individuelles
- Nommé dans l'équipe type du championnat de France aux Trophées UNFP du football 2024[22]